# Zong

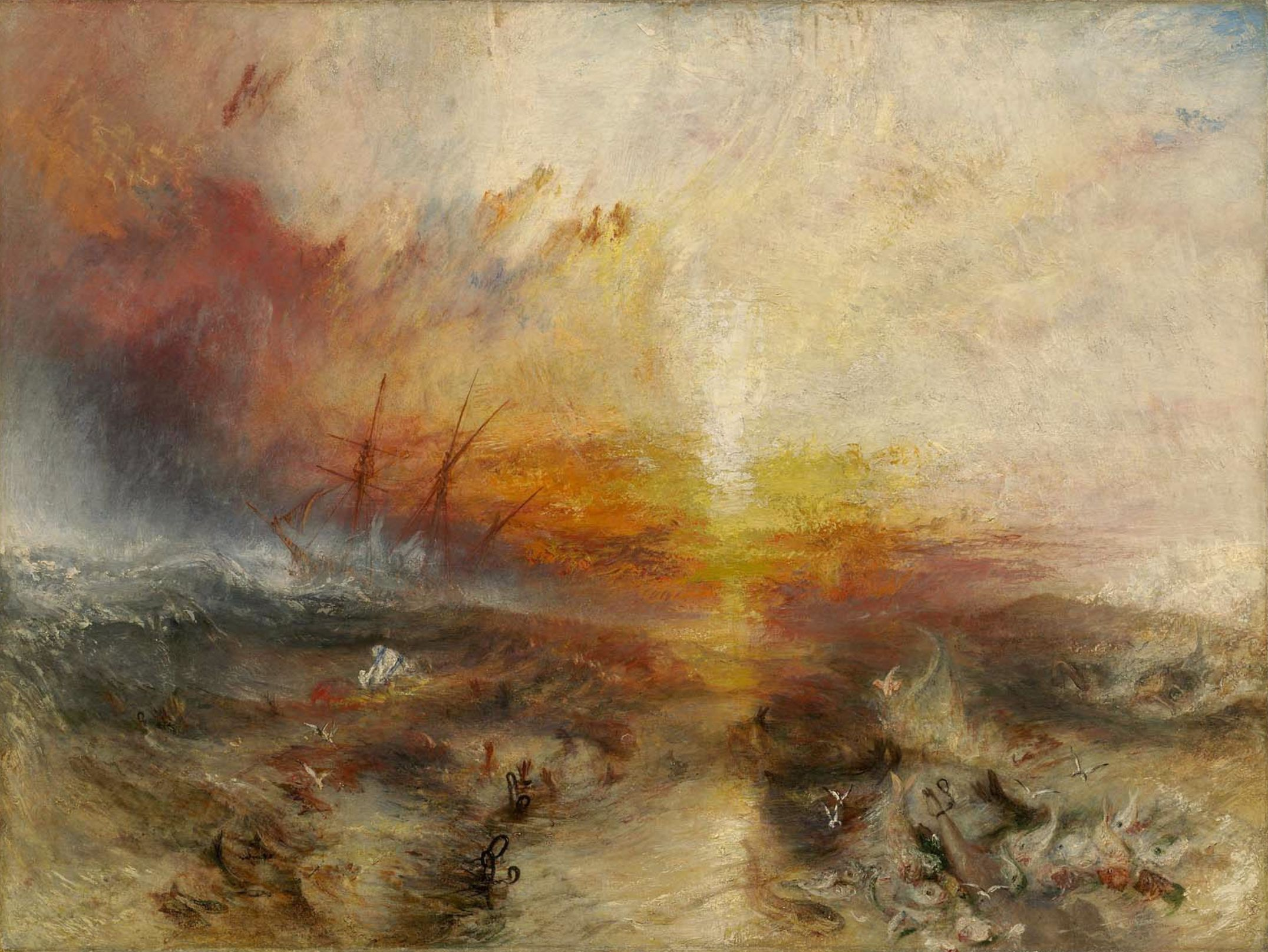
The Slave Ship van J. M. W. Turner
Impressie van de massamoord op de slaven, doek geïnspireerd op de gebeurtenissen op de "Zong"

Op het Britse slavenschip de Zong zijn in de dagen na 29 november 1781 ongeveer 142 slaven op volle zee overboord geworpen. Door een rechtszaak met de verzekeraar kreeg deze zaak in Engeland veel aandacht.
De Zong was van origine een Nederlands schip, genaamd Zorg, dat voor de Middelburgsche Commercie Compagnie in 1777 een slaventransport naar Suriname had uitgevoerd. Het schip was op 10 februari 1781 buitgemaakt door een Brits schip, de Alert, en opgebracht naar Cape Coast Castle in het tegenwoordige Ghana.
De Zong vertrok op 18 augustus 1781 uit Accra met 442 slaven aan boord. De lading werd verzekerd in Liverpool. Bij aankomst in het Caribisch gebied bleek dat er onvoldoende water aan boord was om de reis af te ronden. Daarop werd besloten een deel van de slaven overboord te gooien. Na aankomst werd het verlies geclaimd als averij-grosse. Men spreekt van averij-grosse als schade aan het schip of de lading ontstaat door een handeling die in een noodsituatie tot doel heeft om het schip, de opvarenden en (de rest van) de lading te redden. De verzekeraar weigerde uit te betalen, waarop de eigenaren een rechtszaak aanspanden tegen de verzekeraar. In deze rechtszaak stond niet de moord op de slaven, maar het onderscheid averij-grosse versus averij-particulier centraal.
De rechtszaak trok de aandacht van de abolitionisten Granville Sharp en Thomas Clarkson, en leidde tot de oprichting van de Society for Effecting the Abolition of the Slave Trade in 1787. Op 25 maart 1807 nam het Britse parlement de Abolition of the Slave Trade Act aan.